# Reichstürkenhilfe
Die Reichstürkenhilfe war eine Steuer, die der Kaiser des Heiligen Römischen Reichs während der Türkenkriege von den Reichsständen zur Abwehr der „Türkengefahr“ einforderte.

## Geschichte

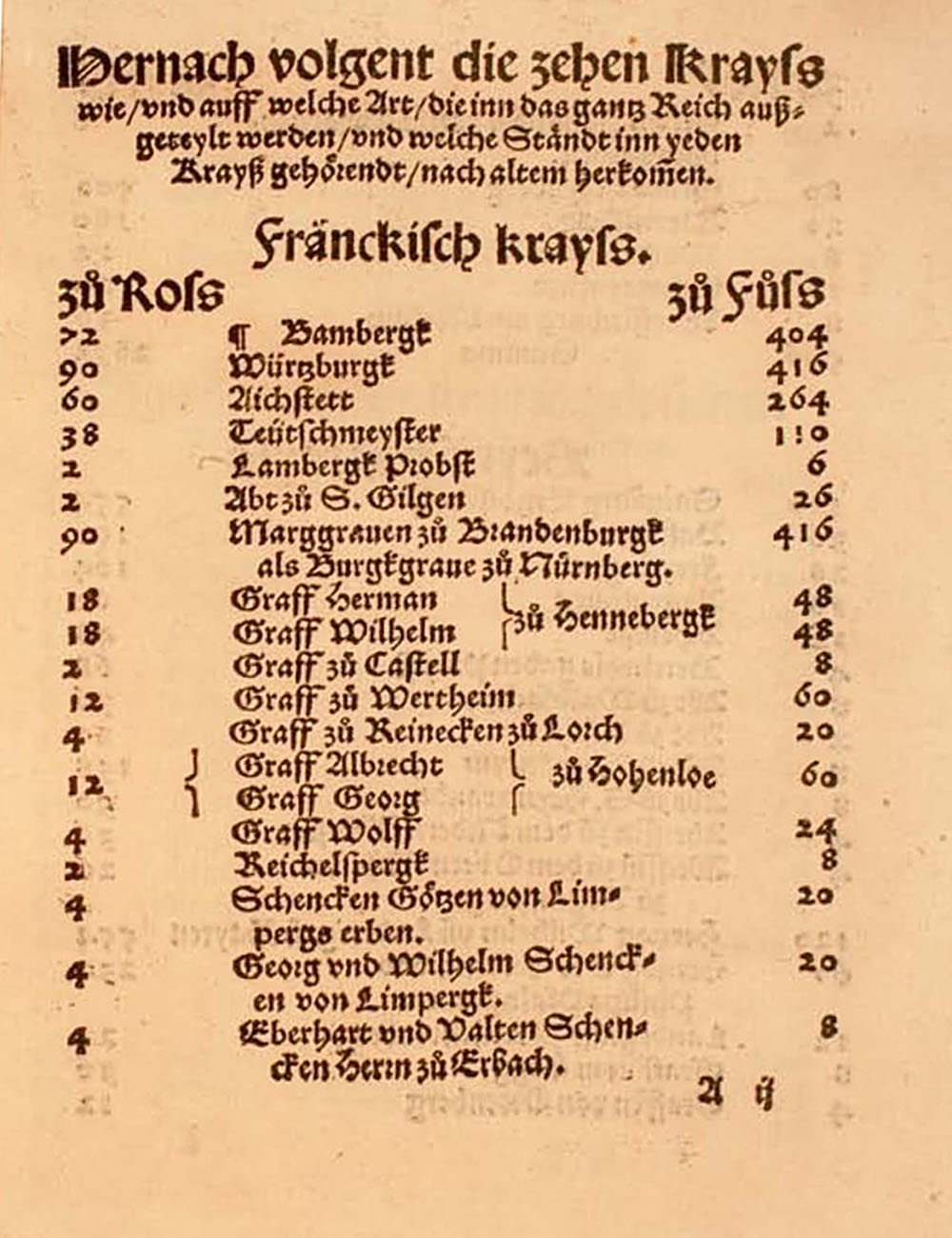
Ausschnitt aus einem Verzeichnis der Reichskreise mit Angabe der Türkenhilfe aus dem Jahre 1532

Seit dem Fall Konstantinopels im Jahre 1453 wurden die westwärts und auf dem Balkan vorstoßenden türkischen Heere zu einer ständigen Bedrohung für die Herrscher Europas und damit für das Heilige Römische Reich. Auf den Reichstagen in Frankfurt (1454, 1486 und 1489), in Regensburg (1467 und 1471) und Nürnberg (1480, 1481, 1487 und 1491) ließ sich Kaiser Friedrich III. Geldmittel und Truppen für einen Feldzug gegen die Türken bewilligen. Die Reichsstände erbrachten die zugesagten Leistungen aber nur zögernd, unvollständig oder überhaupt nicht. Aus Sicht des Kaisers erwies es sich dabei als problematisch, dass es keine festen Einnahmen für das Reich gab, sondern er sich für jedes Vorhaben eine eigene Steuer durch den Reichstag bewilligen lassen musste.
Unter dem Eindruck der bedrohlichen Nachrichten aus Ungarn im Sommer 1521, wie der Einnahme von Belgrad durch die Türken, forderte Kaiser Karl von den deutschen Fürsten und Städten eine Hilfeleistung mit Truppen oder Geld zur Abwehr türkischer Angriffe, welche die Reichsstände jedoch ablehnten. Auf dem Reichstag zu Worms (1521) erreichte Kaiser Karl V. aber die Anlage eines Matrikels, in dem für alle reichsangehörigen Territorien und Herrschaften ein Steuerbetrag festgesetzt war. Dieses hatte für ihn den Vorteil, dass damit – im Gegensatz zum vorherigen System des Gemeinen Pfennigs – die Reichsstände in ihrem jeweiligen Herrschaftsbereich und nicht mehr das Reich selbst die Steuer eintreiben mussten. Die Steuer war auch relativ flexibel handhabbar, da sich die Einnahmen durch die Vervielfachung des einmal festgelegten Betrags (ähnlich dem heutigen Hebesatz im Steuerrecht) erhöhen ließen.
Der ursprüngliche Grundbetrag entsprach einem Römermonat, wobei das Steueraufkommen zu Anfang bei weitem nicht den Erwartungen entsprach, weil die schnell erstellte Matrikel auch Gebiete enthielt, die gar nicht existierten oder (im Fall von Böhmen) nicht mehr zum Reich gehörten. Erst nachdem die Listen mehrmals geändert worden waren, war es gelungen, die Besteuerung dem tatsächlichen Bedarf anzupassen.
Die in den Matrikelbeiträgen festgelegten Beträge waren für die Reichsstände vorteilhaft, weil sie – ebenfalls im Gegensatz zum vorherigen System des Gemeinen Pfennigs – nicht aus dem persönlichen Vermögen des Landesherrn, des Adels oder der Geistlichkeit bezahlt, sondern komplett auf die Untertanen umgelegt wurden. Winfried Schulze beschrieb es so, dass die Hauptlast der Reichstürkensteuer im späten 16. Jahrhundert von den bäuerlichen und bürgerlichen Untertanen getragen werden musste. Dabei war die Art der Erhebung im Reich unterschiedlich geregelt.
In Erwartung weiterer türkischer Vorstöße bemühte sich Karls Reichsregiment unter Vorsitz seines Bruders und Stellvertreters Ferdinand seit Dezember 1521, eine Reichstürkenhilfe zustande zu bringen, und schlug vor, dafür die dem Kaiser auf dem Wormser Reichstag 1521 bewilligte Romzugshilfe, den Römermonat, als Türkenhilfe zu verwenden.
Erst als das türkische Heer im Ersten Österreichischen Türkenkrieg in Ungarn immer weiter zur Grenze des Reiches vorrückte und es nach der Schlacht bei Mohács (1526), der Belagerung Wiens 1529 und nach der Einnahme von Buda 1541 als konkrete Gefahr angesehen wurde, gelang es mit Matrikelbeiträgen zu einer verlässlicheren Reichsfinanzierung zu kommen. 
Auf dem Reichstag in Regensburg setzte Rudolf II. die bis zu diesem Zeitpunkt höchste Forderung von 86 Römermonaten durch. Die gewaltige Summe von 5.000.000 Gulden sollte in acht Raten zwischen 1603 und 1606 gezahlt werden. Auf die Fürstabtei Fulda entfielen dabei 62.938 Gulden, was 155,78 Römermonaten entsprach. Daneben wurden 12.153 Gulden, was knapp 20 Prozent der Einnahmen entsprach, von der Abtei selbst einbehalten zur Sanierung des eigenen Haushalts.
Mitte des 16. Jahrhunderts erbrachte ein Römermonat 80.000 Gulden, während es um die Jahrhundertwende zum 17. Jahrhundert, wegen vieler nicht eintreibbarer Forderungen und aufgrund von säumigen Zahlern, nur noch 60.000 Gulden waren.

## Reichsrechtlicher Status der Türkenhilfe
Eine Erhebung der Türkensteuer hatte für die Reichsstände keine reichsrechtliche Grundlage. Obwohl weite Teile Ungarns nach 1526 an die Habsburger als deutsche Könige und Kaiser übergingen, blieb Ungarn ein eigenständiges Königreich außerhalb des Reichsverbands. So stellte die Reichstürkenhilfe im gesamten 16. Jahrhundert prinzipiell eine „praecaria voluntaria“, eine freiwillige Gabe dar. Die habsburgischen Kaiser versuchten immer wieder, die Freiwilligkeit der Türkenhilfe in eine rechtliche Verpflichtung umzukonstruieren. 
Dennoch bedurfte es zur Verabschiedung der Türkenhilfe eines mehrheitlichen Reichstagsbeschlusses. Die Belagerung Wiens 1529 führte jedoch zeitweise zu einem Umdenken der Reichsstände.
Die Zustimmung zur Türkensteuer bedurfte einer Mehrheit im Reichstag, der von den katholischen Ständen bestimmt war.
Für die protestierenden Stände war die Lage problematisch.
im Frühjahr 1531 teilten sie dem Kaiser mit, dass sie schwerlich zur Leistung der Türkenhilfe willens und imstande seien, solange sie mit Reichsacht und Reichsexekution bedroht würden. Ihre Befürchtung war, dass der Kaiser ihnen militärisch in den Rücken fallen würde, wenn sie ihre Verteidigungsmittel für den Kampf gegen die Ungläubigen dem Reich zur Verfügung stellten, damit aber gleichzeitig ihre militärische Position und eigene Verteidigungsfähigkeit im Reich schwächten. Daraufhin bot Karl den Protestanten gegen den Willen der Katholiken einen befristeten Religionsfrieden an, der faktisch die Aufhebung des Wormser Edikts bedeutete.

## Türkensteuerliste
Zur Ermittlung und Erhebung der Sonderabgabe wurde die „Türkensteuerliste“ geschaffen, in die das Türkengeld eingetragen wurde. Erstmals erfolgte die Ausschreibung am 10. März 1481 und unterlag der Verwendung durch die Reichsstände, denn es sollte „nur mit Rat und Wissen derer, so von den Landen hierzu geordnet, ausgegeben und gebrauchet werden.“
Es war eine allgemeine Vermögens- und Kopfsteuer, welche zur Deckung der Kosten einer dem Kaiser Friedrich III. gegen die „ungläubigen Türken“ zu leistenden, bewaffneten Hilfe erhoben wurde.
Die Aufstellung der nächsten Reichstürkenhilfe ging auf den Wormser Reichsmatrikel von 1521 zurück. Dieser Matrikel wurde zum bevorstehenden Romzug Kaiser Karls V. erstellt. Es kam auch zur Unterstützung des Reiches für Staaten, die außerhalb des Reiches lagen, jedoch durch ihre geographische Lage für das Reich eine Art „Pufferzone“ bedeuteten. Diese Pufferzone war die Militärgrenze. Dazu zählte u. a. das Königreich Ungarn und die venezianischen Seerepubliken Venedig und Dalmatien. Dennoch gelang es den Türken, Dalmatien größtenteils nach der Ersten Wiener Türkenbelagerung in 1526 zu besetzen.
Türkensteuer in Sachsen
Im ernestinischen Sachsen wurde beispielsweise durch Kurfürst Friedrich in Umsetzung des Reichstagsbeschlusses, der 1517 in Worms erging, die Türkensteuer erhoben, 1531 forderte Kurfürst Johann, die „Türkenhülfe“ für „drangsalige Sorgfältigkeiten und Noth in Glaubens- und Religionssachen“. Im Jahr 1542 erließ Kurfürst Johann Friedrich am 15. April erneut eine Türkensteuerregelung, „dem Türcken zu widerstandt“.
Seit der Niederlage der Türken vor Wien im Jahre 1683 in der Schlacht am Kahlenberg blieben diese zwar in Europa zunächst präsent, wurden im Laufe der folgenden beiden Jahrhunderte aber weitgehend verdrängt, unter anderem durch die russische Südexpansion.
Bedeutung hat die Türkensteuer auch für Historiker und Chronisten, da die aufgestellten Steuerlisten in vielen Fällen den ersten Nachweis der Gründung von Siedlungen und auch von Einwohnerzahlen für Gemeinden bilden.
Türkensteuer in den Fürstbistümern Basel und Konstanz
Die Quinquenal-Türkensteuer (alle fünf Jahre einzutreibende Steuer) wurde von der gesamten Geistlichkeit in allen österreichischen Ländern erhoben, um damit die Instandstellung und den Unterhalt der ungarischen Festungen an der türkischen Grenze zu unterstützen. Diese Steuer wurde deshalb auch im österreichischen, zum Fürstbistum Basel gehörigen Fricktal eingetrieben.
Die erstmalige Eintreibung dieser Steuern 1726 hat der Papst bewilligt und diese danach immer wieder für 5 Jahre erneuert, bis er 1753 gleich eine Bewilligung für 15 Jahre erteilte. Kollektor war der Bischof von Konstanz; Subkollektor für die Kapitel Sis- und Frickgau war der jeweilige Dekan. Als die österreichische Regierung in Freiburg im Breisgau 1768 eine erneute Verlängerung auf 5 Jahre anzeigte, stellte sich heraus, dass der Kaiser diese Verfügung allein getroffen hatte, ohne die Bewilligung des Papstes eingeholt zu haben. Darauf wurde die Zahlung durch den Bischof verweigert. Auf die gerichtliche Androhung der österreichischen Regierung erwiderte der Bischof von Basel, er könne unter solchen Umständen (Fehlen der päpstlichen Bewilligung) nichts tun, er werde nicht autoritativ eingreifen.